# Monts Oulba
Ne doit pas être confondu avec Monts Ouba.
Les monts Oulba (en kazakh : Үлбі жотасы, en russe : Ульби́нский хребе́т) forment un chaînon montagneux de l'ouest de l'Altaï situé au Kazakhstan-Oriental et culminant à l'Oulba supérieure à 2 731 mètres d'altitude. Ils s'allongent sur 100 kilomètres.

## Géologie
Les monts Oulba, fortement érodés et divisés, sont surtout formés de grès, de calcaire, de micaschistes et de granite. Ses contreforts font partie de l'Altaï de minerai.

## Flore
Les piémonts des monts Oulba sont recouverts d'une maigre végétation steppique et, au-dessus, de quelques conifères et bouleaux disséminés. Les versants nord-est sont recouverts de forêts de conifères.

## Source
- (ru) Cet article est partiellement ou en totalité issu de l’article de Wikipédia en russe intitulé « Ульбинский хребет » (voir la liste des auteurs).